# Almacén de los Fúcares (Almagro)

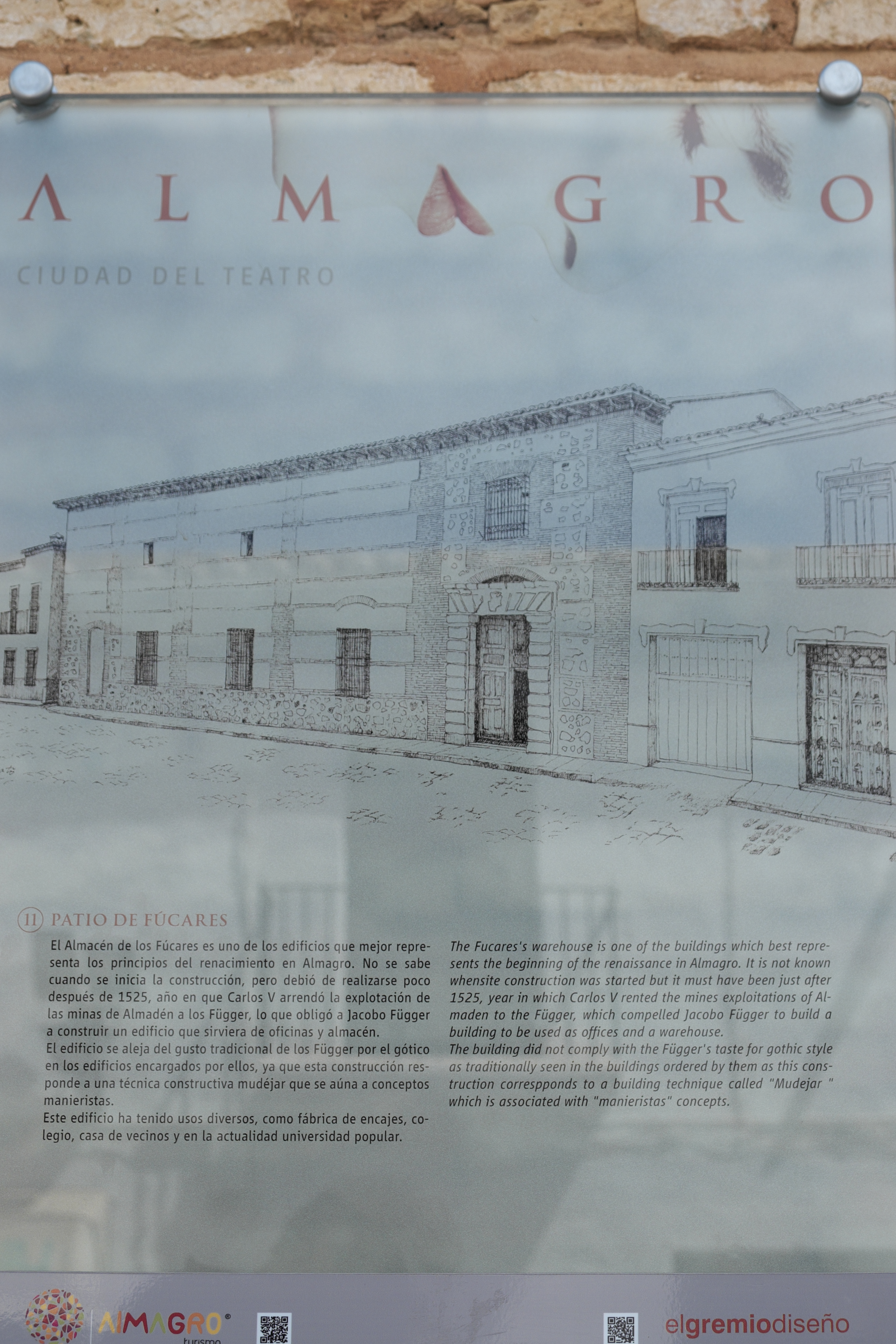
Almacén de los Fúcares, Erklärungstafel

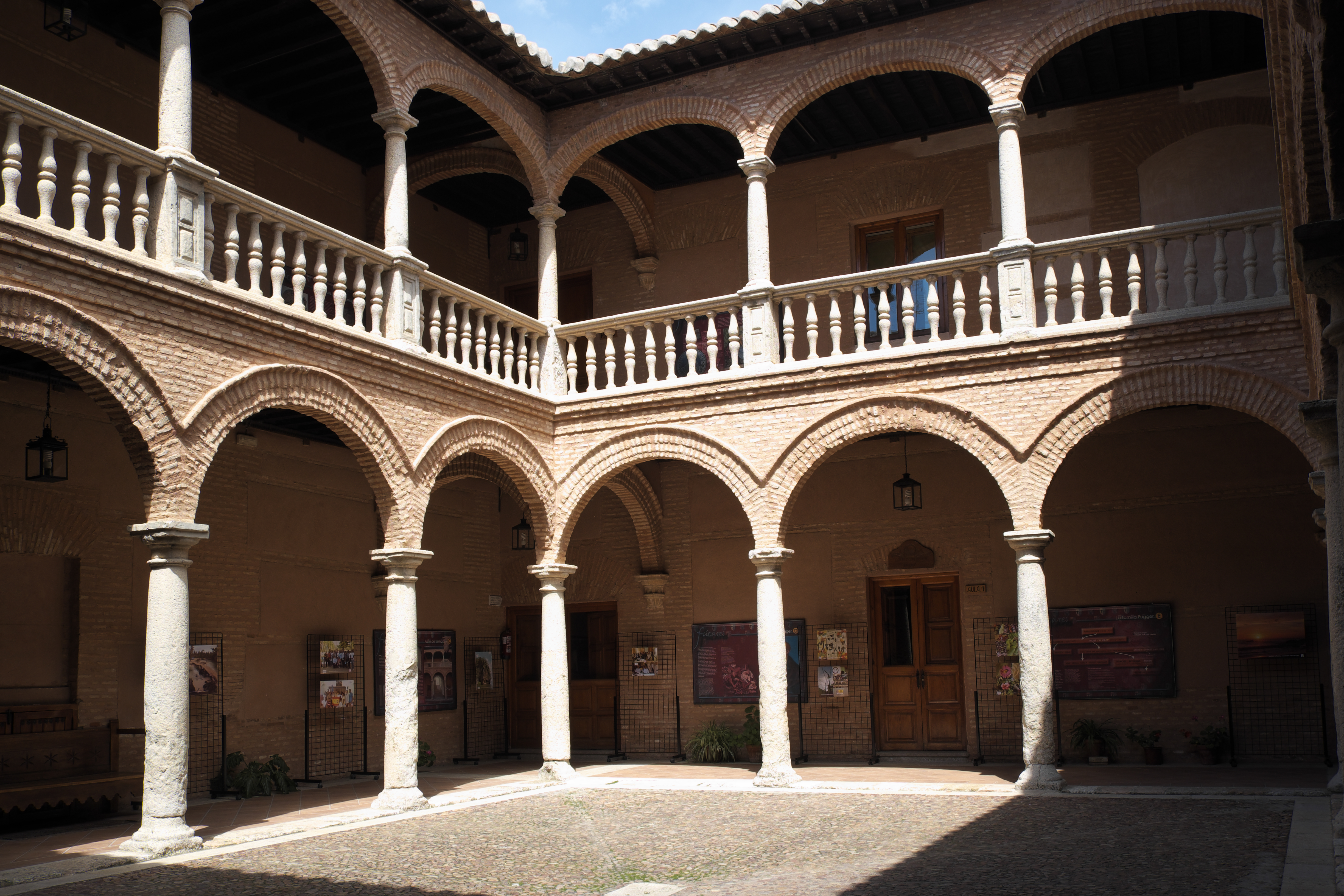
Innenhof

Das Gebäude Almacén de los Fúcares in Almagro in der Provinz Ciudad Real der spanischen Autonomen Region Kastilien-La Mancha wurde im 16. Jahrhundert als Handelsniederlassung der Augsburger Kaufmannsfamilie Fugger errichtet. Seit 1984 ist hier die Universidad Popular (Volkshochschule) untergebracht.

## Geschichte
Als Gegenleistung für die Finanzierung der Wahl Karls V. zum Kaiser im Jahr 1519 erhielten die Fugger die Pacht für die Quecksilbergewinnung in der circa 120 Kilometer von Almagro entfernt gelegenen Mine von Almadén. Die bedeutenden Zinnobervorkommen, aus denen das Quecksilber gewonnen wird, wurden bereits in der Antike abgebaut, auch die maurischen Herrscher beuteten die Minen aus. Die Nachfrage nach Quecksilber war gestiegen nach den spanischen und portugiesischen Eroberungen der sogenannten Neuen Welt und der Entdeckung der dortigen Gold- und Silbervorkommen. Quecksilber wurde eingesetzt, um die Edelmetalle aus dem Gestein zu lösen. Über Sevilla wurde es in die amerikanischen Kolonien verschifft. In der Faktorei der Fugger wurden die Bergwerke verwaltet, sie dienten auch als Lager für das in den gepachteten Ländereien erzeugte Getreide.

## Architektur
Das Gebäude ist aus Bruchstein und Ziegel errichtet. Den quadratischen Innenhof umgeben zweistöckige Galerien im Stil der Renaissance. Im Erdgeschoss sind die Arkaden rundbogig, im Obergeschoss korbbogig. Auf beiden Stockwerken ruhen sie auf Steinsäulen mit toskanischen Kapitellen. Eine Steinbalustrade umläuft das obere Stockwerk. 

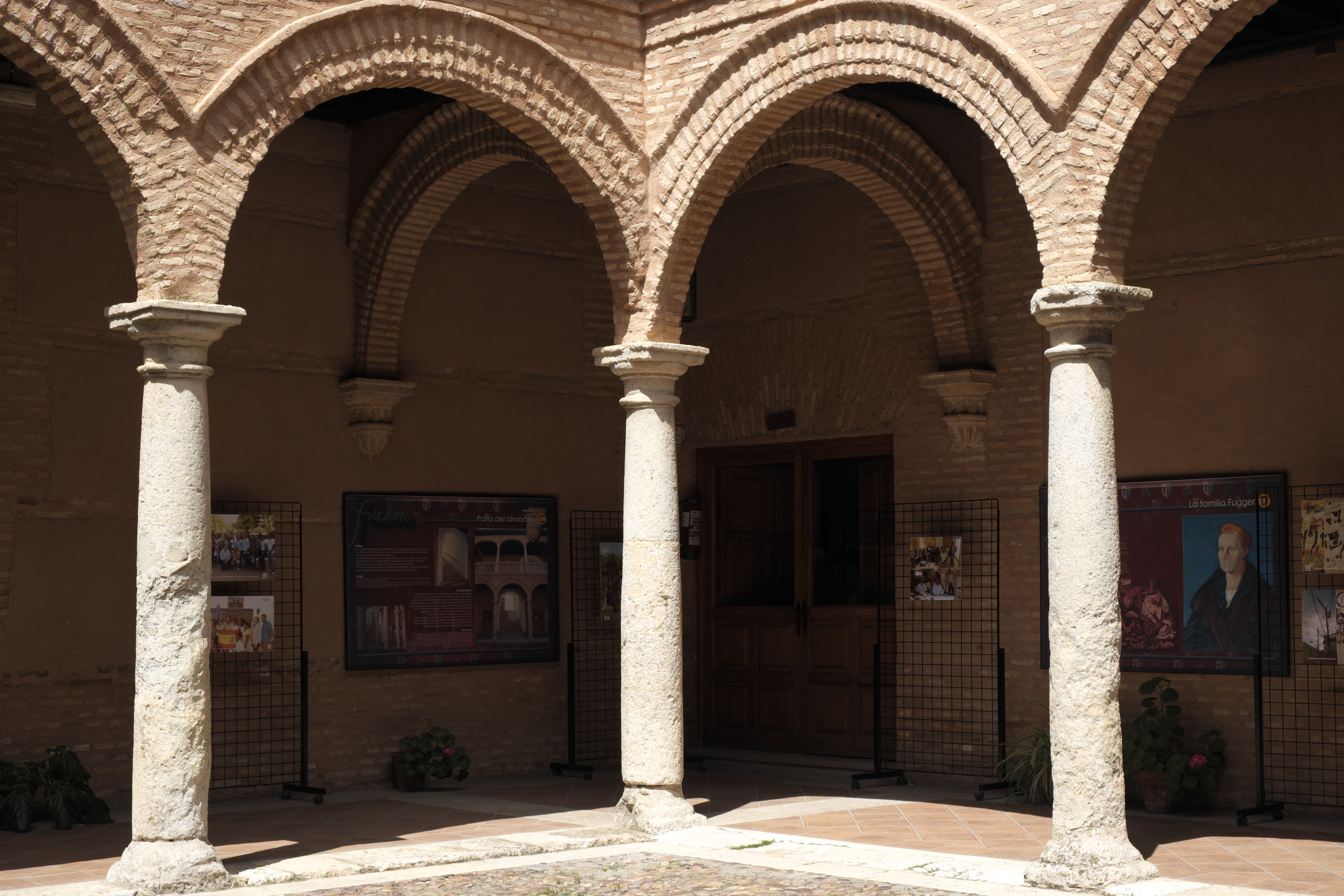
Arkaden des Innenhofs
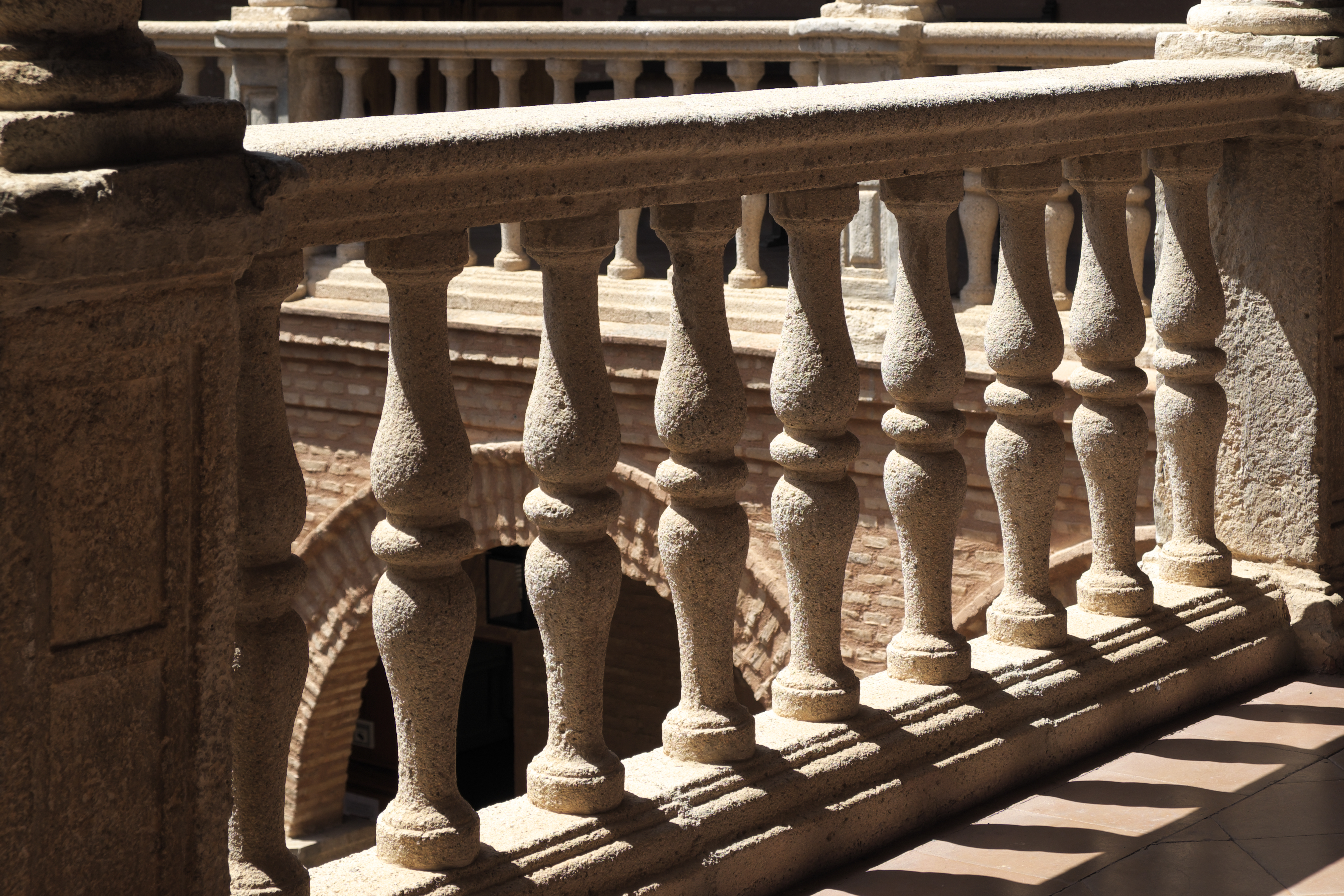
Balustrade im Obergeschoss
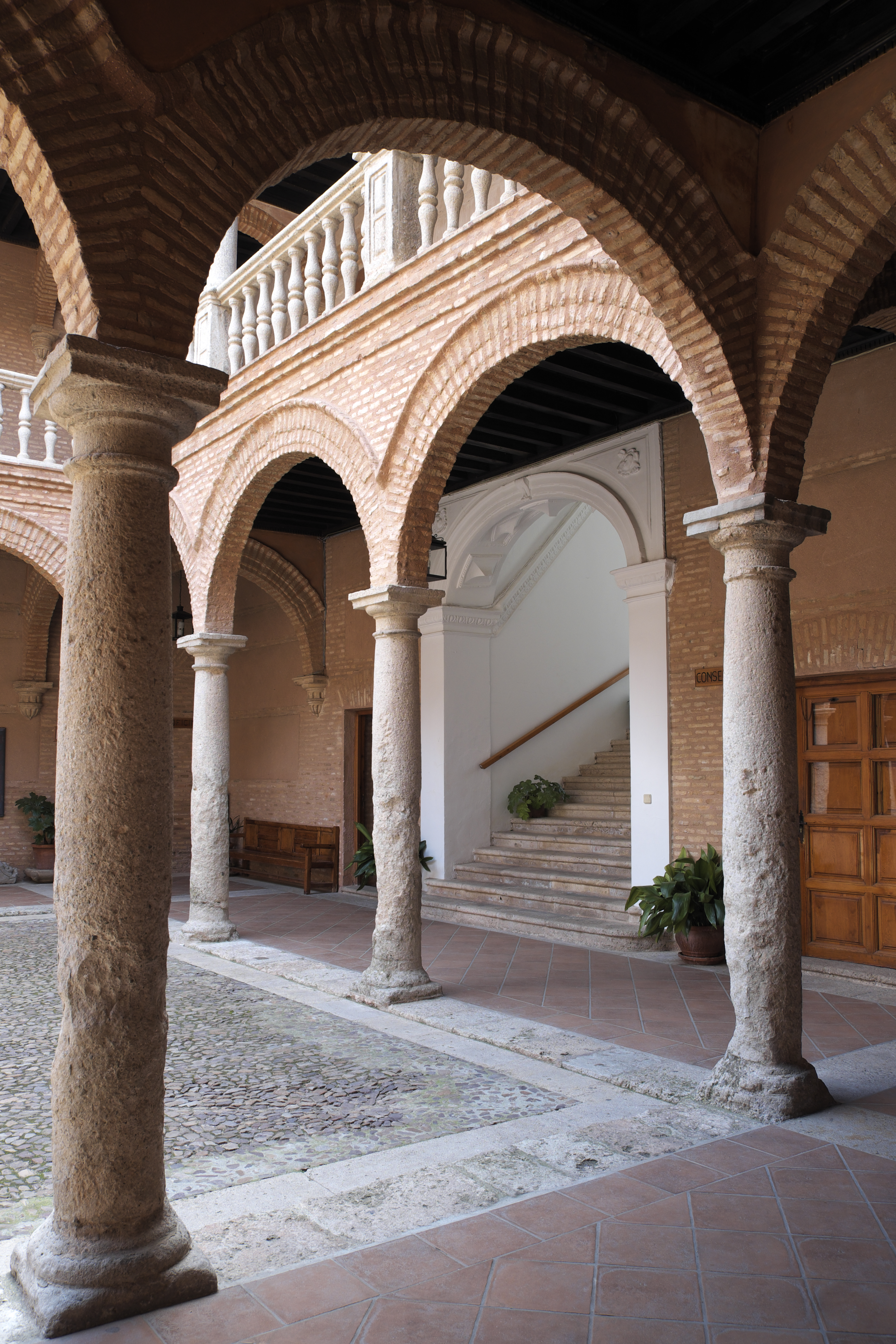
Arkaden des Innenhofs, Treppenaufgang